# Eoin Coughlan
Eoin Coughlan (ur. 31 marca 1992) – australijski judoka. Olimpijczyk z Rio de Janeiro 2016, gdzie zajął siedemnaste miejsce w wadze półśredniej.
Uczestnik mistrzostw świata w 2013, 2015, 2017, 2018 i 2019. Startował w Pucharze Świata w latach 2012-2019. Zdobył sześć medali mistrzostw Oceanii w latach 2013 - 2018. Mistrz Australii w 2013, 2017 i 2018 roku.
Jego siostra Aoife Coughlan, również jest judoczka, olimpijką z Tokio 2020.

## Letnie Igrzyska Olimpijskie 2016
| Konkurencja | Eliminacje           | Klas. końcowa |
| Konkurencja | Przeciwnik I         | Miejsce       |
| ----------- | -------------------- | ------------- |
| 81 kg       | Lee Seung-su (KOR) P | 17.           |